# گنگ دژ

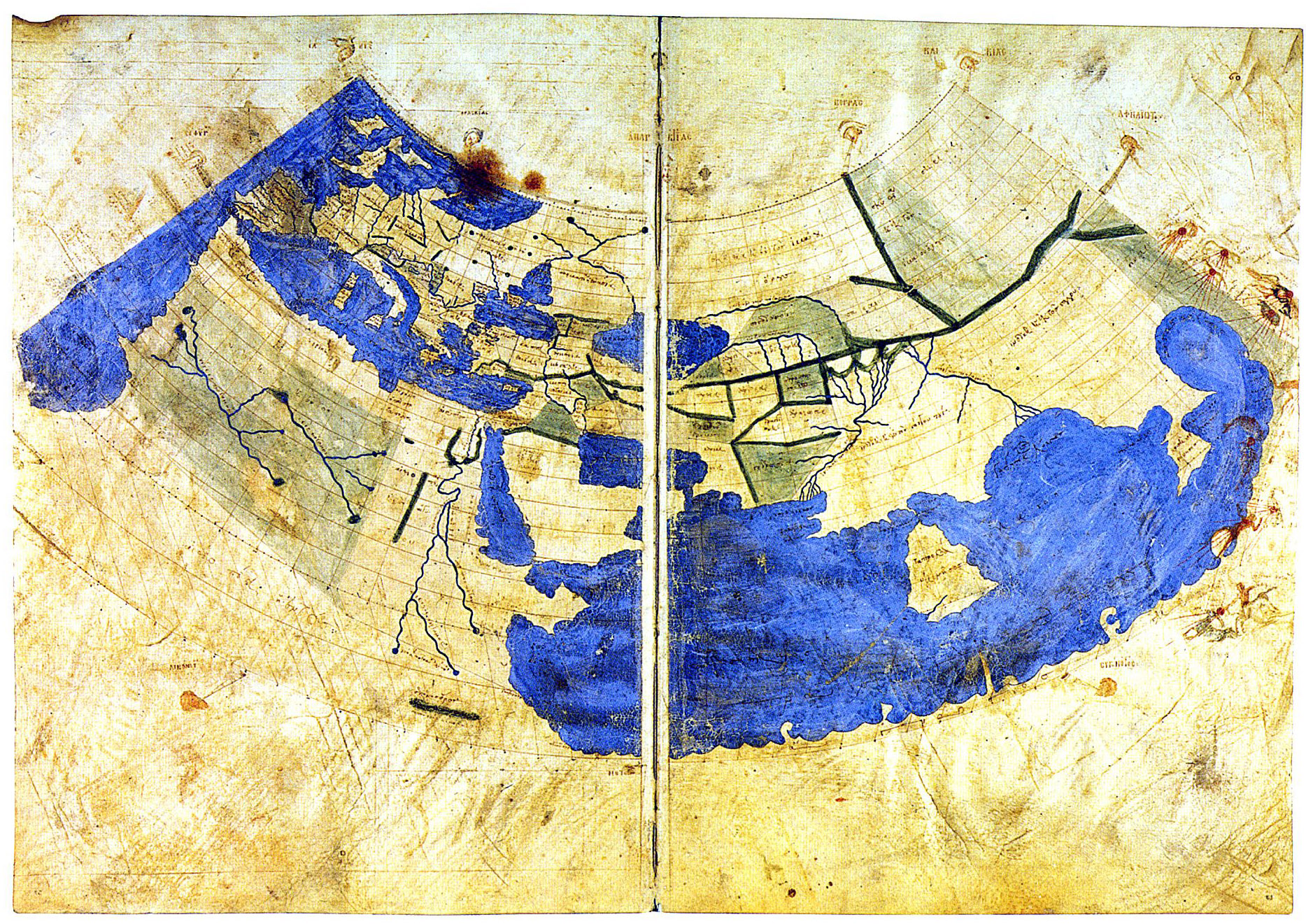
نقشه‌ای قدیمی با ترسیم کنگ‌دژ بعنوان نصف‌النهار مبدأ

کَنگ‌دژ یا کنگ‌دز در اساطیر ایران، نامِ شهر-دژی در شرق یا شمال ایران است. این دژ که سیاوش ساخته‌است در فرجام‌شناسیِ مزدایی اهمیت می‌دارد. پشوتن که یکی از جاویدانان است در گنگ‌دژ به سر می‌برد و در پایانِ هزارهٔ زرتشت با صد و پنجاه نفر مردِ پرهیزگار از سوی کنگ‌دژ خروج می‌کند. علاوه بر این در متن‌های پهلوی، کیخسرو پس از دادن پادشاهی به لهراسپ به گنگ‌دژ می‌رود. گفته می‌شود گنگ‌دژ احتمالاً همان قلعهٔ کنگلو در سوادکوه است.
برابر اساطیر نگاشته شده در دیپه‌های پهلوی، کنگ‌دژ دارای دست و پای، همیشه گردان و بر سر دیوان بود. کیخسرو آن را در سیاوش‌گرد نزدیک ایران‌ویج به زمین نشاند. بر سر زمان «نشاندن» کیخسرو گنگ‌دژ را بر سیاوش‌گرد میان پژوهشگران درگیری و ناسازواری است. شماری باورمندند که این کار در فرجام زمان انجام می‌پذیرد این‌چنین که کیخسرو شهر را بر سیاوش‌گرد «نشانَد» و شماری باورمندند که کیخسرو در همان زمان گذشته گنگ‌دژ را بر سیاوش‌گرد «نشانْد».
در پارسی این نام به دیسهٔ کنگ‌دز و کنگ دژ و هم با فاصلهٔ مجازی و هم بی‌فاصلهٔ مجازی آمده‌است.
در تعیین جای دقیق گنگ‌دژ به مانند دیگر اماکن اساطیری اختلاف نظر وجود دارد و همچنین مناطق زیادی در ایران با نام کیخسرو وجود دارد. یکی از جاهایی که احتمال می‌رود همان گنگ‌دژ باشد جایی است در نزدیکی کوهستان دنا و در شمال این کوهستان در استان اصفهان شهرستان سمیرم منطقهٔ پادنا روستای کهنگان. به زبان محلی کنگون یا طبق اوستا کنگهان. جنوب این روستا گردنهٔ بیژن قرار دارد که احتمالاً همان جایی است که کیخسرو و بیژن و چهار پهلوان دیگر ناپدید شدند چراکه غاری آن‌جاست که آن را غار کیخسرو می‌نامند و مردم محلی داستان‌های زیادی دربارهٔ این غار بیان می‌کنند. مشرف به روستای کهنگان تپه‌ای وجود دارد که آن را تل کیخسرو می‌نامند که ۶ گور کهن آن‌جا وجود دارد. زیر درختی قدیمی که آن را آرامگاه کیخسرو می‌دانند. در این روستا غاری طولانی وجود دارد که به قلعه‌ای مخروبه می‌رسد که آن را مردم محلی قلعه کوگی یا قلعه کبکی می‌نامند چراکه کبک زیاد دارد. مخروبه‌های این قلعه حکایت از دژی بزرگ و عظیم در گذشته دارد. این منطقه دارای شهری زیرزمینی و چند طبقه است که آن را هژدر یا هشت‌در می‌نامند که احتمالاً همان شهر زیرزمینی کیخسرو باشد. این روستا در ۵۰ کیلومتری تپه ملیان قرار دارد که آن را انشان می‌دانند. 
این منطقه تاکنون مورد کاوش قرار نگرفته اما با توجه به دلایل بالا می‌تواند یکی از جاهایی باشد که احتمالاً همان کنگ‌دژ و کوه دنا محل عروج کیخسرو است.

## جایگاه
گنگ‌دژ در سامان نیمروز میان سیستان و خراسان کهنه جای داشت. احتمال دیگر آن‌که این شهر در شمال ایران و جایی خارج از مرزهای تعریف شدهٔ ایران قرار گرفته‌است. در روایات پهلوی و در یشت‌ها آمده‌است که این قلعه در شمال ایران و در میان کوه‌ها واقع شده و رودخانهٔ چهرومیان از آن‌جا می‌گذرد و آرامگاه خورشیدچهر یکی از فرزندان زرتشت است.

## گنگ‌دژ در اوستا
به گنگ‌دژ در اوستا هم اشاره شده‌است. صورت اوستایی این نام kangha است. در آبان‌یشت دو مورد اشاره به گنگ‌دژ دیده می‌شود. یک بار در [کردهٔ چهاردهم] بند ۵۴ ذکر می‌شود که توس [بر پشت اسب] از آناهیتا طلب کامیابی در نبرد با پسران ویسه کرد و از وی درخواست که «در گذرگاه خْشَثْروسوکُ بر فراز کنگ بلند و اَشَون» پیروز شود و تواند سرزمین‌های تورانی را برانداختن و اردویسور آناهیتا وی را کامیابی بخشید. در [کردهٔ پانزدهم] بند ۵۷ ذکر می‌شود که [این‌بار] پسران ویسه خود در «گذرگاه خشتثروسوک بر فراز گنگ بلند و اشون» برای آناهیتا قربانی می‌کنند و از وی خواستار پیروزی بر توس و برانداختن سرزمین‌های ایرانی می‌شوند اما اردویسور آناهیتا به ایشان کامیابی نبخشید. توجه شود که توس بر پشت اسب درخواست پیروزی در گنگ‌دژ کرد و پسران ویسه در خود گنگ‌دژ برای آناهیتا قربانی کردند.

## گنگ‌دژ در شاهنامه
در شاهنامه هم از شهر گنگ و هم از کنگ‌دز یاد شده‌است و این‌ها دو مکان کاملاً متفاوت‌اند. اولی یکی از شهرهای مهم توران است و دومی دژی است آن سوی دریاها در ماورای توران. با این حال ایدر از هر دو آن‌ها یاد شود.

### شهر کنگ
کنگ یکی از شهرهای مهم توران است. اولین اشاره به «کنگ» در داستان سیاوش است و هنگامی است که افراسیاب پس از گردن نهادن بر فرستادن صد تن از خویشانشان به عنوان گروگان به ایران، لشکر بر گرفته به کنگ می‌رود. پس از آن چون سیاوش به توران می‌رود افراسیاب در شهر کنگ پیاده به پیشوازش می‌رود.
در جنگ بزرگ کیخسرو با افراسیاب، افراسیاب که در ایران از لشکر کیخسرو هزیمت می‌یابد به آن سوی جیحون در توران عقب‌نشینی می‌کند و از آن‌جا به کنگ می‌رود. کیخسرو هم سپاه بر آب گذراند و به توران شود و افراسیاب باز از گنگ خارج می‌شود و پس از چند کش‌واکش باز به کنگ عقب‌نشینی می‌کند و تورانیان برای دفاع از کنگ آماده می‌شوند: به دیوار عراده بهر پای می‌کنند، جاثلیق برمی‌آورند و الخ و ایدر اصطلاح دز نیز به کار می‌رود اما مراد از دز شهر کنگ «کنگ‌دز» نیست. پس از نبردی چند ایرانیان کنگ را می‌گشایند و افراسیاب از راهی زیرزمینی از شهر می‌گزیرد و راه بیابان می‌گیرد.
از این شهر کنگ با صفت‌های بهشت و گزین یاد شده‌است. یک بار هم اصطلاح کنگ افراسیاب برای این شهر به کار رفته‌است.

### کنگ دز
در شاهنامه به ترکیب خاص کنگ‌دز نخستین بار در بخش «جنگ بزرگ کیخسرو با افراسیاب» اشاره می‌شود و آن هنگامی‌گ است که افراسیاب در شهر کنگ سنگر گرفته‌است و جهن فرزند افراسیاب نزد کیخسرو پیام پدر را اعلام می‌کند و از قول وی می‌گوید که چون روزگارش تنگ آید به فرمان یزدان چون ستاره به آسمان می‌رود و به دریای کیماک بر بگذرد و لشکر و کشور کیخسرو را گذارد و خود به کنگ‌دز رود و آرمد و هیچ‌کس از شاه سپاه ورا نخواهد دید. این کنگ‌دز که افراسیاب از آن یاد می‌کند جایی بسیار دور بوده‌است و کمی در پایین به آن پرداخته خواهد شد. به هر حال پس از فتح شهر کنگ به دست ایرانیان افراسیاب آواره می‌شود و چون مساعدتی از خاقان چین نمی‌بیند به کنگ‌دژ می‌رود.

### داستان فریدون
در قسمتی از شاهنامه که به پیروزی فریدون و پایان دوره ضحاک اشاره می شود از "کنگ دژهودج" یا "کنگ دژهوخت" استفاده شده است که گمان می رود نام پارسی برای بیت المقدس باشد.

به خشکی رسیدند سر کینه جوی /    به بیت‌المقدس نهادند روی
که بر پهلوانی زبان راندند /             همی کنگ دژ هوختش خواندند

بتازی کنون خانهٔ پاک دان /             برآورده ایوان ضحاک دان

### سیاووش‌گرد و کنگ‌دژ
در شاهنامه شهری که سیاووش در توران بنا می‌کند سیاووش‌گرد نام دارد. و این سیاووش‌گرد و کنگ و کنگ‌دز همه مکان‌هایی متفاوت‌اند.
در مورد شهر کنگ چنان‌که گفته شد افراسیاب در آن به پیشواز سیاوش آمد پس سیاوش نمی‌تواند بانی آن باشد. دیگر اینکه مثلاً سیاوش که در سیاووش‌گرد به سر می‌برد پس از دیدن خوابی طلایه سوی کنگ گسیل می‌دارد. علاوه بر این در داستان «جنگ بزرگ کیخسرو و افراسیاب» کیخسرو پس از گشادن گنگ از گنگ گزین راه چین بر می‌گیرد تا به شارستان پدر می‌رسد.
در یکی نبودن کنگ‌دز و سیاووش‌گرد هم در بخش کنگ‌دز توضیحات بسنده گفته آمد.

## جایگاه گنگ‌دژ
منابع مختلف بر سر در مشرق بودن جایگاه کنگ‌دژ هم‌نگرند.
در کتاب مینوی خرد، یکی از کتاب‌های پارسی میانه که مجموعه‌ای از پرسش‌های «دانا» از مینوی خرد است و صورت پازند آن به دست ما رسیده‌است، «دانا» مشخصاً از مینوی خرد پیرامون مکان کنگ‌دژ می‌پرسد و پاسخ می‌شنود که کنگ‌دژ در مشرق نزدیک دریاچهٔ سدویس در مرز ایرانویج واقع است.

### جایگاه کنگ‌دژ در شاهنامه
کنگ‌دژ شاهنامه در توران نیست و از توران هم آن‌سوتر بوده‌است. جایگاه‌های جغرافیایی که در راه کنگ‌دژ این کنگ‌دز بوده‌است یا به هر روشی با آن پیوند و پیوستگی داشته‌اند از شمار زیر است:
کوه اسپروز
چین و وراچین
مکران
دریای کیماک
آب‌زره
محمدتقی حکیم آن را همان بیکند می‌داند.

## نصف‌النهار باستان
ایرانیان باستان کنگ‌دژ، در نیمروز مابین سیستان و خراسان قدیم در عرض سی و سه و نیم درجه شمالی از استوا را نصف‌النهار مبدأ (نود درجه) قرار دادند. این ناحیه را نیم‌روز (به معنی نصف‌النهار) گفته شده که دقیقاً وسط چین و اروپا و همهٔ سرزمین‌های مسکون شناخته شدهٔ آن دوره است و از جانب شمال-جنوب نیز از این حیث در میانه می‌افتد. ایرج افشار تعیین مبدأ گنگ‌دژ را در سال ۱۷۶۷ پیش از میلاد، توسط زرتشت می‌داند.